# Eriosyce subgibbosa
Eriosyce subgibbosa (Haw.) Katt. es una especie de planta fanerógama de la familia Cactaceae. 

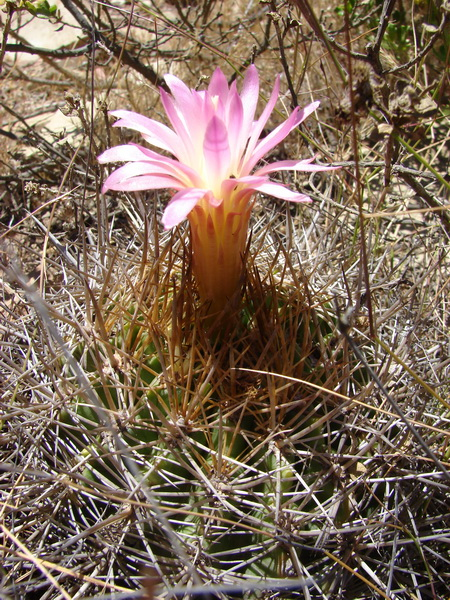
Vista de la planta

## Distribución
Es endémica de Chile, entre las regiones de Coquimbo y del Biobío, siendo la especie con mayor rango de distribución en dicho país. La especie se encuentra en el parque nacional Fray Jorge.

## Descripción
Es una planta  perenne carnosa-globosa cortamente columnar armada de numerosas espinas finas, con flores apicales de color rosado en forma de embudo, con los tépalos interiores cubriendo los estambres.

## Taxonomía
Eriosyce subgibbosa fue descrita por (Haw.) Katt. y publicado en Repertorium Botanices Systematicae. 2: 324. 1843.
Etimología
Eriosyce: nombre genérico que deriva de dos palabras griegas "erion" = "lana" y syke = "higuera o higos""; debido a los frutos obtenidos.
subgibbosa epíteto latino que significa "ligeramente nudosa".
Sinonimia
| - Echinocactus subgibbosa - Neoporteria subgibbosa - Echinocactus castaneoides - Neoporteria casteaneoides - Echinocactus rostratus - Chilenia rostrata - Echionocactus cupulatus - Echinocactus clavatus - Neoporteria clavata | - Chilenia subcylindrica - Neoporteria nigrihorrida - Neoporteria heteracantha - Neoporteria litoralis - Neoporteria castanea - Neoporteria microsperma - Neoporteria wagenknechtii - Neoporteria vallenarensis - Neoporteria rapifera |